# 科帕奇夫卡 (沃洛奇斯克區)
49°30′22″N 26°16′3″E / 49.50611°N 26.26750°E
科帕奇夫卡（烏克蘭語：Копачівка）是位於烏克蘭西部的村莊，由赫梅利尼茨基州裡赫梅利尼茨基區的沃洛奇斯克市鎮負責管轄。該村面積2.11平方公里，海拔高度280米，2001年人口891，人口密度每平方公里421.9人。